# Simeon Sjterev
Simeon Sjterev, född den 8 februari 1959 i Bulgarien, är en bulgarisk brottare som tog OS-brons i fjäderviktsbrottning i fristilsklassen 1988 i Seoul. 